# Ульянинский, Александр Вячеславович
Алекса́ндр Вячесла́вович Улья́нинский (1893—1972) — русский и советский писатель

, драматург и журналист. Член Союза писателей СССР.

## Биография
Родился 31 октября (12 ноября) 1893 года.
В 1916 году окончил юридический факультет Московского университета.
Литературной деятельностью начал заниматься в 1928 году. Работал журналистом.
Автор драм, комедий и водевилей, ряда прозаических сочинений, в первую очередь, сатирических рассказов. Писал, главным образом, одноактные пьесы, посвящённые историко-революционному прошлому, героике труда, новой, советской морали.
Пьесы А. Ульянинского ставились в Московском театре миниатюр, Государственном театре одноактных пьес, Костромском ТЮЗе и других. Ряд пьес А. Ульянинского был опубликован за рубежом (Румыния и др.).